# 台東区立千束小学校
台東区立千束小学校（たいとうくりつ せんぞくしょうがっこう）は、東京都台東区浅草4丁目にある公立小学校。

## 沿革
- 1906年（明治39年）5月21日 - 東京市千束尋常小学校として開校。
- 1941年（昭和16年）4月 - 国民学校令により、東京市千束国民学校と改称。
- 1943年（昭和18年）7月1日 - 東京市と東京府が統合した東京都発足（東京都制施行）により、東京都千束国民学校と改称。
- 1947年（昭和22年）4月 - 学制改革により、台東区立千束小学校と改称。
- 1952年（昭和27年） - 校歌制定。
- 1954年（昭和29年）10月 - 本校内に台東区立千束幼稚園開園[1]。
- 2023年（令和5年）1月 - 全教科 人権尊重教育推進指定校となる[2]。

## 通学区域
東京都台東区教育委員会によって指定されている千束小学校の通学区域は、以下の通り。
- 千束三丁目（全域）
- 千束四丁目（11番1号-14号・23号-33号、12番-33番、40番-49番）
- 浅草三丁目（8番-19番、36番-42番）
- 浅草四丁目（17番2号-5号、18番1号-6号、19番-36番、37番2号-6号、38番2号-6号）
- 浅草五丁目（8番-19番、28番-38番、53番-59番）

## 進学先中学校
公立中学校に進学する場合は次の1校が東京都台東区教育委員会により指定されている。
- 台東区立柏葉中学校

## アクセス
- 都営バス「都08」・「上26」・「草41」・「草43」・「草63」の各系統で、「西浅草三丁目」バス停から、徒歩3分。
- 東京メトロ銀座線・東武鉄道伊勢崎線（東武スカイツリーライン）・首都圏新都市鉄道つくばエクスプレス線浅草駅から、徒歩15分。

## 周辺
- 台東区立千束幼稚園 - 同一敷地内で、かつ進級前幼稚園のひとつ。なお、小学校の地番は「11号」だが、幼稚園の地番は「15号」である。
- 台東区立千束遊園 - 敷地が隣接。
- あさくさ地域包括支援センター - 台東区道をはさんで、敷地が隣接。
  - 台東区立特別養護老人ホーム浅草
- 浅草中町会会館 - 台東区道をはさんで、敷地が隣接。
- 東京都道462号蔵前三ノ輪線